# Tour of Trakya
Il Tour of Trakya (in italiano Giro della Tracia) è una corsa a tappe maschile di ciclismo su strada che si disputa in Tracia ogni anno nel mese di maggio. Dal 2010 fa parte del calendario dell'UCI Europe Tour come evento di classe 2.2.

## Albo d'oro
Aggiornato all'edizione 2013.
| Anno | Vincitore              | Secondo             | Terzo                  |
| ---- | ---------------------- | ------------------- | ---------------------- |
| 2010 | Stefan Koychev Hristov | Mert Mutlu          | Georgi Petrov Georgiev |
| 2011 | Andreas Keuser         | Kemal Küçükbay      | Danail Petrov          |
| 2012 | Jurij Metlušenko       | Ali Rıza Tanrıverdi | Eduard Michael Grosu   |
| 2013 | Gara non svolta        | Gara non svolta     | Gara non svolta        |